# 嘎嘎：五尺二寸
《嘎嘎：五尺二寸》（英語：Gaga: Five Foot Two）是一部于2017年上映的有关美国女性唱作歌手嘎嘎小姐的纪录片。这部纪录片记录了嘎嘎小姐在制作并发行其第5张录音室专辑《乔安》及参与第51届超级碗中场秀演出时的事情。《嘎嘎：五尺二寸》由视觉艺术家兼纪录片导演克里斯·穆卡贝尔执导，于2017年9月8日在多伦多国际影展首映并随后于22日通过网飞在全球公映。而在乔安世界巡回演唱会欧洲场次里，这部纪录片也会在嘎嘎小姐表演前播出。

## 剧情简介
根据网飞的说法，《嘎嘎：五尺二寸》采取了一种真实电影的拍摄手法，其目的是为了将嘎嘎小姐一整年的生活以“无删减的幕后访问”形式展现给观众；这其中就涵盖了嘎嘎小姐制作与发行她的第5张录音室专辑《乔安》的过程。纪录片还涉及了许多事件，例如她与随行人员的经历、她与歌迷的遭遇以及她罹患纤维肌痛而导致慢性病痛的情况。《嘎嘎：五尺二寸》着重介绍了嘎嘎小姐广受欢迎的第51届超级碗中场秀表演；此外还包括其他话题和事件，这其中有她的家庭故事、她拍摄《美国恐怖故事：罗亚诺克》中斯卡塔赫一角的故事，以及讨论她与麦当娜之间恩怨的事情。

## 演出名单
- 嘎嘎小姐
- 安吉丽娜·考尔德伦·杰尔马诺塔（Angelina Calderone Germanotta）——嘎嘎小姐的祖母
- 辛西娅·杰尔马诺塔（英语：Cynthia Germanotta）——嘎嘎小姐的母亲
- 乔·杰尔马诺塔（Joe Germanotta）——嘎嘎小姐的父亲
- 娜塔莉·杰尔马诺塔（英语：Natali Germanotta）——嘎嘎小姐的妹妹
- 桑贾·达勒姆（Sonja Durham）——“嘎嘎之家”的成员和朋友
- 鲍比·坎贝尔（Bobby Campbell）——经纪人
- 托尼·班奈特——音乐人
- 布莱恩·纽曼（英语：Brian Newman）——音乐人
- 弗洛伦斯·韦尔奇——音乐人
- BloodPop——制作人
- 马克·荣森——制作人
- 理查德·杰克逊（英语：Richard Jackson (choreographer)）——编舞师
- 弗雷德里克·阿斯皮拉斯（Frederic Aspiras）——发型师
- 露丝·霍本（Ruth Hogben）——制片人
- 多纳泰拉·范思哲——时装设计师

## 反响评论
《嘎嘎：五尺二寸》得到了影评人的普遍好评。根据40条影评人评论，《嘎嘎：五尺二寸》在烂番茄上的新鲜度为73%，平均得分为6.40分（满分10分）。该网站针对这部纪录片的批评共识是“《嘎嘎：五尺二寸》以提供巨星舞台的幕后记录来吸引眼球，但同时也因关注的焦点不一以及缺少舞台表演而减弱了吸引力”。而在Metacritic网站上，根据15位评论家的内容，《嘎嘎：五尺二寸》得到了63分的成绩，这代表这部纪录片获得了“总体上的好评”。

## 荣誉奖项
| 奖名               | 颁奖日期       | 被提名门类                         | 被提名人 / 代表                   | 结果 | 备注   |
| ------------------ | -------------- | ---------------------------------- | --------------------------------- | ---- | ------ |
| MTV影视大奖        | 2018年6月16日  | 最佳音乐纪录片                     | 《嘎嘎：五尺二寸》                | 獲獎 | [ 11 ] |
| 威比奖             | 2018年5月14日  | 网络电影及视频类：人民选择最佳音乐 | 《嘎嘎：五尺二寸》 / 现场国度制作 | 獲獎 | [ 12 ] |
| 威比奖             | 2018年5月14日  | 网络电影及视频类：人民选择最佳剪辑 | 《嘎嘎：五尺二寸》 / 现场国度制作 | 獲獎 | [ 12 ] |
| 美国声音效果协会奖 | 2018年2月24日  | 电影纪录片最佳音效                 | 乔纳森·威尔斯 / 杰森·多茨         | 提名 | [ 13 ] |
| 新音乐快递音乐奖   | 2018年2月13日  | 最佳音乐电影                       | 《嘎嘎：五尺二寸》                | 獲獎 | [ 14 ] |
| 好莱坞音乐传媒奖   | 2017年11月17日 | 最佳音乐纪录片 / 特别节目          | 《嘎嘎：五尺二寸》                | 提名 | [ 15 ] |